# Paraphotina
Paraphotina es un género de insectos mantodeos perteneciente a la familia Mantidae. Es originario de América.

## Especies
- Paraphotina insolita
- Paraphotina occidentalis
- Paraphotina reticulata